# Keith Emerson
Keith Noel Emerson (2. listopadu 1944 Todmorden, Anglie – 10. března 2016 Santa Monica, Kalifornie) byl britský rockový klávesista a hudební skladatel. Byl členem skupin Keith Emerson Trio, John Brown's Bodies, The T-Bones, V.I.P.'s, působil v doprovodné kapele zpěvačky P. P. Arnold, ze které v roce 1967 vznikla skupina The Nice. Roku 1970 stál u zrodu jedné z prvních rockových superskupin Emerson, Lake & Palmer (ELP). Po jejím rozpadu v roce 1979 se během 80. let úspěšně angažoval v nástupnické Emerson, Lake & Powell. Původní ELP se znovu spojili v 90. letech. Emerson se také v roce 2002 zúčastnil turné s jednorázově obnovenou skupinou The Nice.

## Život
Emerson se na Vánoce 1969 oženil se svou dánskou přítelkyní Elinor. Spolu měli dva syny Aarona Ole Emersona a Damona Keith Emersona, později se s Elinor rozvedli.
V září 2010 vydal Emerson zprávu, ve které se uvádí: „Během běžného lékařského vyšetření (koloskopie), mně byly nalezeny nebezpečné polypy v tlustém střevě. Závěrem londýnského lékařského týmu bylo, že musím okamžitě podstoupit operaci. Bohužel načasování této operace mně nedovoluje zahájit plánované říjnové turné, z důvodu hospitalizace a rekonvalescence po operaci. Musím být optimistický, že se vše v dobré obrátí.“
Emerson zemřel 10. března 2016 v kalifornské Santa Monice na střelnou ránu do hlavy, kterou si způsobil zjevně sám. Jeho tělo bylo nalezeno v jeho domě. Bylo též oznámeno že „'v současnosti' trpěl depresemi a degenerativními nervovými problémy, které negativně ovlivňovaly jeho schopnost hraní na klávesy“.
Jeho bývalý kolega z ELP Carl Palmer řekl: „Keith byl dobrá duše, jejíž láska k hudbě a nadšený výkon nebudou ještě dlouho překonány.“

## Sólová diskografie
- Inferno (1980, soundtrack)
- Nighthawks (1981, soundtrack)
- Honky (1981)
- Best Revenge (1986, soundtrack)
- Murderock (1986, soundtrack)
- The Emerson Collection (1986)
- Harmageddon/China Free Fall (1987)
- The Christmas Album (1988)
- Changing States (1995, jako Cream of Emerson Soup)
- Emerson Plays Emerson (2002)
- La Chiesa (2002, soundtrack)
- Godzilla: Final Wars (2004, soundtrack)
- At the Movies (2005)
- Hammer it Out (2005, antologie)
- Off the Shelf (2006)
- Keith Emerson Band (2008)